# Pachira emarginata
Pachira emarginata là một loài thực vật có hoa trong họ Cẩm quỳ. Loài này được A.Rich. mô tả khoa học đầu tiên năm 1841.